# ۹۱۵ (خورشیدی)
۹۱۵ نهصد و پانزدهمین سال هجری خورشیدی است.